# Керацини
Керацини (на гръцки: Κερατσίνι) е град в ном Атика, Гърция. Населението му е 77 077 жители (според данни от 2011 г.), а площта 7,601 кв. км. Намира се на 40 м н.в. на 14 км от Атина. Пощенският му код е 187 xx, а тел.код 210. Кодът му за моторни превозни средства е Z.